# Yves De Winter
Yves De Winter (25 de maio de 1987) é um futebolista belga que atua como goleiro, joga pelo Roda JC.

## Carreira
Yves De Winter integrou o elenco da Seleção Belga de Futebol, que competiu nos Jogos Olímpicos de Verão de 2008. 